# Tropidophorus laotus
Espèce
Statut de conservation UICN

 LC  : Préoccupation mineure
Tropidophorus laotus est une espèce de sauriens de la famille des Scincidae.

## Répartition

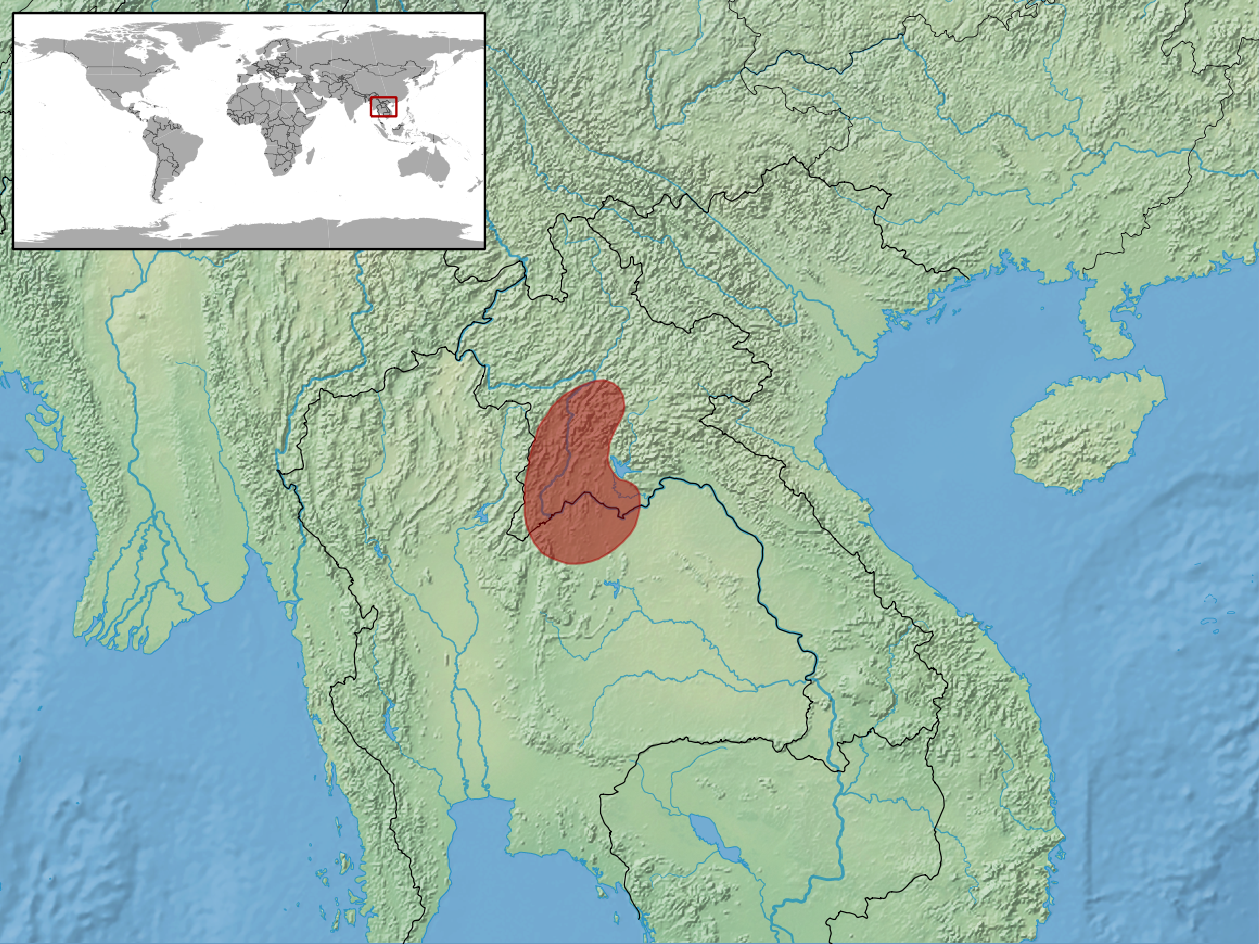
Répartition de l'espèce.

Cette espèce se rencontre en Thaïlande et au Laos.

## Étymologie
Cette espèce est nommée en référence au lieu de sa découverte, le Laos.

## Publication originale
- Smith, 1923 : A review of the lizards of the genus Tropidophorus on the Asiatic mainland. Proceedings of the Zoological Society of London, vol. 1923, p. 775-781 (texte intégral).